# Vénère de Tino
Pour les articles homonymes, voir Venere et Tino.
Saint Vénère (en italien San Venerio), né autour de 560 et mort en 630, est un moine et un ermite Italien. Il est vénéré comme saint par l'Église catholique. Il est le saint patron du golfe de La Spezia et, depuis 1961, le saint patron des gardiens de phare.

## Biographie
Vénère est d'abord ermite dans un monastère situé sur l'île du Tino dans la mer de Ligurie avant de servir comme abbé jusqu'à sa mort en 630.
Il passe au cours de sa vie quarante jours en Corse pour y être ermite, le Martyrologe Romain nous dit qu'il y fait plusieurs prodiges. 
On pense qu'un sanctuaire a été construit sur le lieu de la mort de Vénère pour y contenir ses reliques. Il aurait été agrandi pour former un monastère au XIe siècle. Les vestiges de celui-ci sont visibles sur la côte nord de l'île.
Les reliques du saint auraient été conservées à Luni, mais à la suite des attaques des Vikings et des Maures, l'évêché a transféré son siège à Sarzana. Les reliques de Vénère sont toutefois envoyées à Reggio d'Émilie, où elles sont placées côte à côte avec celles de saint Prosper de Reggio et celles de Côme et Damien. Par la suite, lors d'une cérémonie solennelle, les reliques sont envoyées au diocèse de la Spezia, à Tino.
L'île de Tino est de nos jours une zone militaire dont l'accès est restreint. Cependant, une exception est faite le 13 septembre, fête de saint Vénère. Ce jour-là, une statue de Vénère est transportée en mer de La Spezia à l'île, accompagnée d'une bénédiction par l'évêque de La Spezia.